# گورامی بهشتی دم‌گرد
گورامی بهشتی دم‌گرد (نام علمی: Macropodus ocellatus) گونه‌ای از گورامی‌های بومی شرق آسیا است که در کشورهای کره و چین یافت می‌شود. این گونه در ژاپن نیز یافت می‌شود، اما احتمالاً در دهه ۱۹۱۰ آنها از کره آورده و معرفی شده‌اند. حتی گزارش‌هایی از وجود این گونه در حوضه رود آمور کشور روسیه موجود است، اما اعتقاد بر این است که گونه ای معرفی شده است. این گونه به خوبی با آب و هوای سرد در طول زمستان در محدوده نسبتاً شمالی خود سازگار است، حتی تا جایی که اگر بدن آنها یخ زده باشد نیز زنده می‌ماند. این گونه تا طول ۶٫۲ سانتیمتر (۲٫۴ اینچ) رشد می‌کند، و گونه‌ای شناخته‌شده در تجارت آکواریوم است.